# 耶森二十面體
耶森二十面體又稱為耶森正交二十面體是一種非凸多面體，其具有與正二十面體相同的面數、邊數和頂點數，拓樸結構上對應的圖亦相同。耶森二十面體的名稱來自1967年研究此種立體的伯格·耶森，然而肯尼斯·斯內爾森在伯格·耶森發表關於此種立體的研究之前就建造了此種立體的模型。
耶森二十面體的面只能以直角相交，然而其無法全部的面都與座標軸平行。耶森二十面體是一種不穩定的多面體，雖然其不是彈性多面體但其仍然保留了些許可動性。若用竿子和繩子沿這種立體的邊緣搭建出一個立體結構，則這個立體結構是一種常見的张拉整体結構，稱為六杆张拉整体结构、张拉整体二十面體或擴展八面體。

## 性質
耶森二十面體由20個面、30條邊和12個頂點組成。其頂點具有點可遞的特性，也就是說該幾何結構中的任2個頂點其中一個頂點可以透過平移、旋轉與鏡射的過程映射到另一個頂點，換句話說這個幾何結構的頂角是全等的，是一個等角立體。此外，耶森二十面體的二面角皆為直角。
耶森二十面體可以視為一種直角多面體系列的最簡單的版本，該多面體系列可以透過將多個耶森二十面體以正三角形面對正三角形面黏合來組成一系列的直角多面體序列。
耶森二十面體與埃里希·舒恩哈特提出的舒恩哈特八面體一樣無法在不新增頂點的情況下將其三角化為由若干四面體組成的立體。

耶森二十面體
舒恩哈特八面體

### 尺寸
若耶森二十面體長邊為4單位長，則短邊邊長為：
{\displaystyle {\sqrt {6}}\approx }2.44948974單位長
外接球半徑為：
{\displaystyle {\sqrt {5}}\approx }2.236067977單位長
體積{\displaystyle V}為：
{\displaystyle V=20}平方單位

### 頂點座標
耶森二十面體的頂點座標可以表示為{\displaystyle (\pm 2,\pm 1,0)}的循環排列。以這些座標構建的耶森二十面體短邊長度為6的平方根、長邊的長度為4。構成這個立體的面有兩種，一種是由短邊長構成的正三角形；另一種是由短邊作為腰長、長邊作為底邊長的等腰三角形。

## 結構剛性

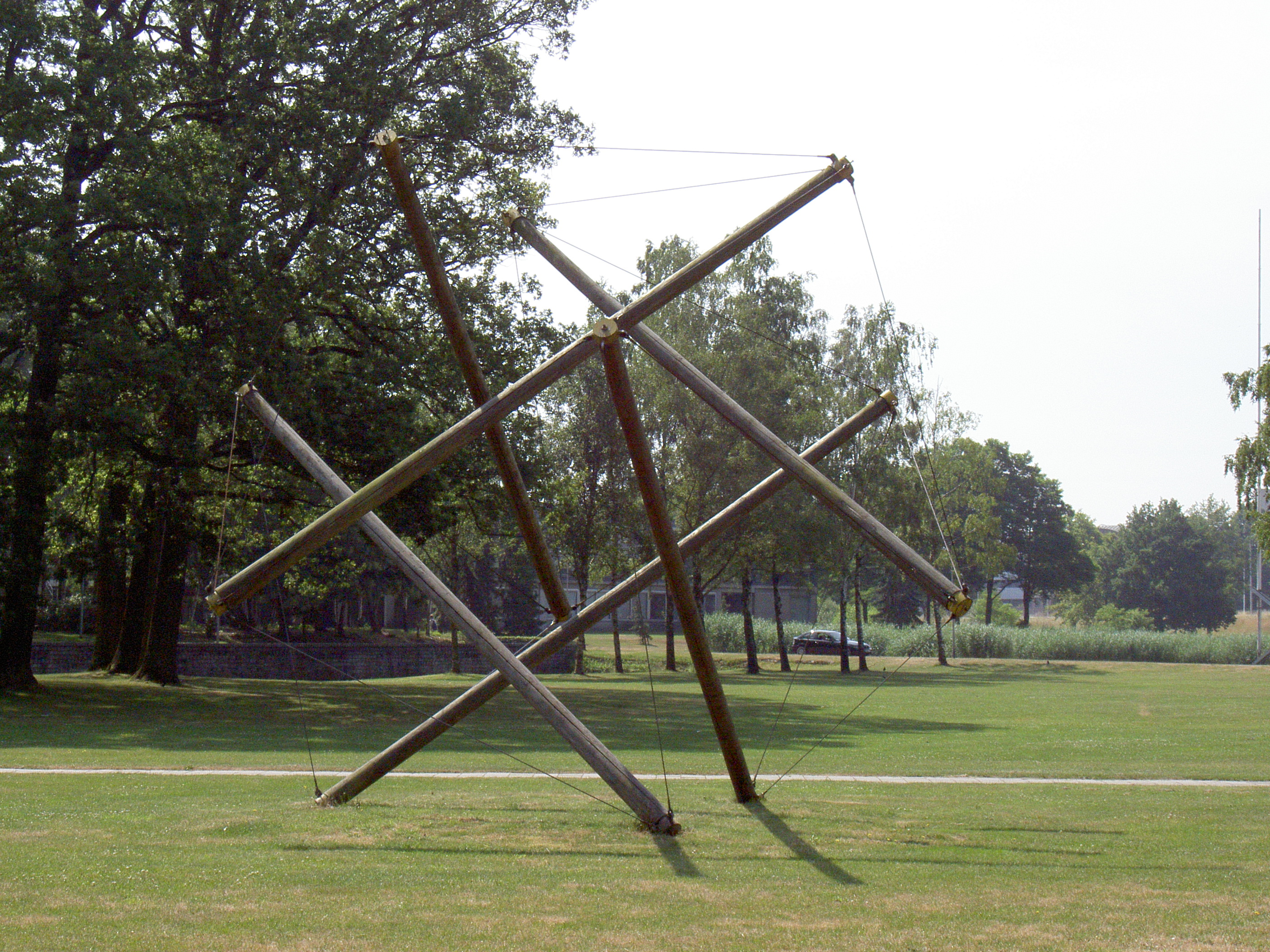
Het ding是一件位於特文特大学的张拉整体雕塑，其支柱和繩索構成了耶森二十面體的輪廓

耶森二十面體不是彈性多面體，也就是說，如果耶森二十面體是透過剛性的面並以鉸鏈連接每個面構成的，則其不具備可活動性，無法改變形狀。然而若面並非剛性，則其仍然保留了些許可動性。也就是說，頂點與頂點之間能夠在不改變邊的邊長之情況下運動，雖然面仍可能變形，但仍為一階近似。由於其具備剛性又保留了些許可動性，因此可以視為一種「可活動的多面體」（shaky polyhedron）的例子之一。若這個立體允許邊長有微小的變化，則可以導致整體結構的角度有更大的變化，因此這個立體的物理模型會具備更大的彈性。
若將耶森二十面體的長邊以剛性的竿子構建、短邊由線或繩子搭建則能產生一種张拉整体的結構，這種結構曾由肯尼斯·斯內爾森於1949年建造出來，並被巴克敏斯特·富勒描述，並將之稱為稱為六杆张拉整体结构、张拉整体二十面體或擴展八面體。
上述的雕塑結構同時也是機器人中常見的张拉整体結構，同時這種結構早在1980年代已普遍地運用在一種名為Skwish的兒童玩具中。基於這種設計的超級球機器人（super ball bot）也由NASA先進概念研究所提出，預計用於封裝太空設備用於探索其他行星時的著陸方式。

## 相關多面體
透過將正二十面體的某些三角形兩兩一組換成2個等腰三角形也能產生類似的幾何形狀，這些形狀有時會被誤認為是耶森二十面體张拉整体的特性，然而其不具備张拉整体的特性，也不會形成直角的二面角。

## 外部連結
- Jessen's icosahedron （页面存档备份，存于）, Maurice Stark